# 獅子と薔薇
『獅子と薔薇』は、HBO(日本ではスター・チャンネルが放送)のファンタジー・ドラマ・シリーズである『ゲーム・オブ・スローンズ』の第4章『戦乱の嵐-後篇-』の第2話である。原作者ジョージ・R・R・マーティンによって、原作『剣嵐の大地』に基づいて脚本が書かれ、アレックス・グレイヴスが監督した。タイトルはラニスター家とタイレル家の紋章を示す。
ジョフリー王とマージェリー・タイレルが結婚するが、祝宴でジョフリーは叔父ティリオンを激しく侮辱した後、毒殺される。サーセイはティリオンが犯人だと決めつけて逮捕させ、サンサは密かにその場から逃れる。ルース・ボルトンはウィンターフェルに戻り、スターク家の血筋を根絶やしにするためにロックを送りだす。ブランは夢で見た〈三つ目の鴉〉の居る場所へと向かう。

## あらすじ

### ドレッドフォート
ラムジー・スノウは召使のリーク(シオン・グレイジョイ(アルフィー・アレン)の呼び名)と愛人ミランダに手伝わせて、若い女性を残酷に狩る。ラムジーの父親のルース・ボルトン(マイケル・マケルハットン)が、ウォルダー・フレイの孫で新婦のウォルダを連れてやって来て、リークに会いたいと言い、皮を剥ぎ拷問したことでラムジーを叱る。鉄諸島人がモウト(要塞)・ケイリンを占拠しているために、ボルトン軍はネック(地峡)を通って〈北部〉に戻ることができず、ルースの一行は密行しなくては本拠地に戻ることもできない。ルースは、リークを鉄諸島人に引き渡してモウト・ケイリンを手に入れようとする。ラムジーは、徹底的にリークの人格を破壊したことを見せるため、リークに自分の髭を剃らせる。髭を剃らせる間、ブランとリコンはまだ生きており、二人を見つけられなかったので代わりに農家の子供を焼き殺した(『義なき男』)ことをリークに認めさせる。ラムジーはまた、シオンにとって兄弟のような存在であったロブをルースが殺した(『キャスタミアの雨』)と意地悪く言う。リークは感情を顔に出しながらも、ラムジーを傷つけることなく髭剃りを終え、信頼に堪えることを示す。スターク家の血筋が生きていては〈北部総督〉としての地位が危うくなるため、ルースはブランとリコンを探して殺すためにロック(ノア・テイラー)をジョン・スノウのいる〈壁〉へと送り出す。そしてモウト・ケイリンを手に入れるため、ラムジーとリークを送り出す。褒美として、ラムジーを嫡出子としてボルトン姓にすることを考えると、ルースは言う。

### 〈壁〉の向こう側
ブラン(アイザック・ヘンプステッド＝ライト)は、〈狼潜り〉(ウォーグ)としての能力を使い、自分のダイアウルフのサマーの中に入って、雌鹿を殺す。ホーダーに起こされて目覚め、〈狼潜り〉の能力は控えめに使うべきだとジョジェン(トーマス・サングスター)に警告され、サマーの中で時間を過ごしすぎると人間であることを忘れてしまうとミーラ(エリー・ケンドリック)に警告される。ウィアウッドの下で、ブランは〈三つ目の鴉〉と父親とキングズランディングの上を飛ぶドラゴンと、自分がウィンターフェルで落ちて麻痺する緑視を見る。次にブランは「木の下で私を探せ、北だ」という言葉を聞く。目覚めたブランは、一行がどこに向かわなければならないかわかったと言う。

### ドラゴンストーン
夜、メリサンドル(カリス・ファン・ハウテン)は、王妃セリースの兄のサー・アクセル・フロレントをはじめとするスタニス・バラシオン(スティーヴン・ディレイン)の家来を火あぶりにして〈光の王〉に捧げる。スタニスとメリサンドルとの食事の席で、セリースは娘シリーンに対する不満を口にするが、スタニスは娘を弁護する。食事の後メリサンドルはシリーンを部屋に尋ね、〈光の王〉について話し、〈七神正教〉が偽りだと言う。まだ若く隔離された人生を送ってきたにもかかわらず、シリーンはメリサンドルを信じず、慎重に言葉を選ぶ。

### キングズランディング
ジェイミー・ラニスター(ニコライ・コスター＝ワルドー)はティリオン(ピーター・ディンクレイジ)と朝食を一緒にとり、剣をふるう腕を失った困惑を語る。ティリオンは左手で剣を使う練習をするよう勧め、ブロン(ジェローム・フリン)と内密に練習できるよう取り計らう。ブロンは金を貰えるなら、ジェイミーの秘密を守ると言う。婚儀の前の食事に向かう途中、ヴァリス公(コンリース・ヒル)はティリオンに語りかけ、サーセイ (レナ・ヘディ)太后がシェイ(シベル・ケキリ)のことを知っており、いずれ父親のタイウィン・ラニスター(チャールズ・ダンス)に伝えるだろうと言う。メイス・タイレル公はジョフリー王(ジャック・グリーソン)に大きな黄金の杯を贈り、ティリオンは『四王の生涯』という希書を贈り、タイウィンはヴァリリア鋼の剣の二振り目を贈る。ジョフリーはティリオンに贈られた本を剣で試し切りにし、剣を”ウィドウズ・ウェイル”(未亡人の嘆き)と名付ける。ティリオンは部屋に戻り、シェイにペントスの家と召使と金を与えてキングズランディングから立ち去らせようとするが聞き入れてもらえない。ティリオンが娼婦を愛することはできないと嘘をついた時、シェイは涙にくれて立ち去る。ブロンはシェイを船まで見送り、エッソスに旅立ってもう危険はなくなったとティリオンに言う。
ジョフリーとマージェリー(ナタリー・ドーマー)の婚儀の後、タイウィンとオレナ(ダイアナ・リグ)は棘のある言葉を交わし、オレナは王室がブレーヴォスの〈鉄の銀行〉に莫大な借財を負っていることを思い出させる。ジェイミーはロラス・タイレルと話し、ロラスがサーセイと結婚したら寝ている間に殺されるだろうと脅すが、ロラスはジェイミーとサーセイの関係を知っていることを示唆する。マージェリーは、祝宴の食べ残しを街の貧しい者たちに与えると宣言して喝采を受ける。結婚のお祝いを言った後、ブライエニー(グェンドリン・クリスティー)はジェイミーを愛しているのだろうとサーセイに責められる。サーセイは権力を失ったことを苦々しく思い、ジョフリーの妃を気に入らず、グランド・メイスター・パイセルを脅して、祝宴をすぐに去って食べ残しを犬に与えるよう料理人に命令しに行かなければ処刑すると脅す。その後、タイウィンとサーセイはプリンス・オベリンとその愛人のエラリア・サンドに会う。四人は穏やかな侮辱を交換し合い、ミアセラは現在ドーンで安全に守られているとオベリンは皮肉を言う。
〈五王の戦い〉を戯画化した笑劇をジョフリーが始めさせる。それぞれの王を小人が演じ、喜ぶ客もいれば嫌悪する客もいる。特に、小人が亡くなった恋人のレンリー・バラシオンの役を演じ、ロラスと思われる人形にまたがり、ロラスとレンリーの関係を嘲るように後ろから突かれるのをみて、ロラスは席を立つ。ティリオンは下品な見世物に怒る。最近亡くなった兄ロブの死が演じられるのを見て、サンサは泣き出しそうになる。ジョフリーは、ティリオンをも笑劇に加えようとするが、ティリオンは拒否し、〈ブラックウォーターの戦い〉で活躍しなかったジョフリーを当てこする。辱めを受けたジョフリーは杯のワインをティリオンの頭にこぼし、酌取りになれと命じ、杯をわざと落とし蹴り飛ばして弄ぶ。
ジョフリーはティリオンに跪けと命令して辱め続けるが、ティリオンは繰り返される命令を無視することでジョフリーを侮辱し続け、マージェリーが特製のパイに注意を向けて割って入る。ジョフリーはマージェリーの取り分けたパイを食べ、ティリオンが持ってきた杯からワインを飲むが、咳をし始めて息が出来なくなる。レディ・オレナが王を救えと叫ぶ中、王は地面に倒れ、毒を盛られたことが明らかになる。緊急事態に人々の注意が向く中、宮廷道化師のドントスが一緒に逃げようとサンサに言う。臨終の時、ジョフリーは、床に落ちた杯を調べるティリオンを、告発するかのように指さす。怒りと悲しみに満ちたサーセイは、ジョフリー殺害の容疑でティリオンを逮捕するよう命じる。

## 製作

### 脚本
原作第三部『剣嵐の大地』の第59、60章および原作第五部『竜との舞踏』の第4、12、13章に基づいて、原作者のジョージ・R・R・マーティンが脚本を書いた。

### キャスティング
結婚式とエンディングで『キャスタミアの雨』を演奏するのはアイスランドのバンド”シガー・ロス”であり、カメオ出演となっている。

## 評判

### 視聴者数
初回放送は631万人に視聴され、同夜の再放送では131万人に視聴された。。

### 賞
レナ・ヘディは2014年プライムタイム・エミー賞の助演女優賞ドラマシリーズ部門にノミネートされたため、本エピソードを提出したが受賞は逃した。
プライムタイム・エミー賞の衣装賞ミニシリーズ/テレビ映画/スペシャル番組部門を受賞した。

## 参照
1. ↑  Bibel, Sara (2014年4月15日). “Sunday Cable Ratings: 'Game of Thrones' Wins Night, 'Real Housewives of Atlanta', 'MTV Movie Awards', 'Silicon Valley', 'Mad Men', 'Drop Dead Diva' & More”. TV by the Numbers. 2014年4月15日閲覧。